# Інститут ядерної фізики Макса Планка

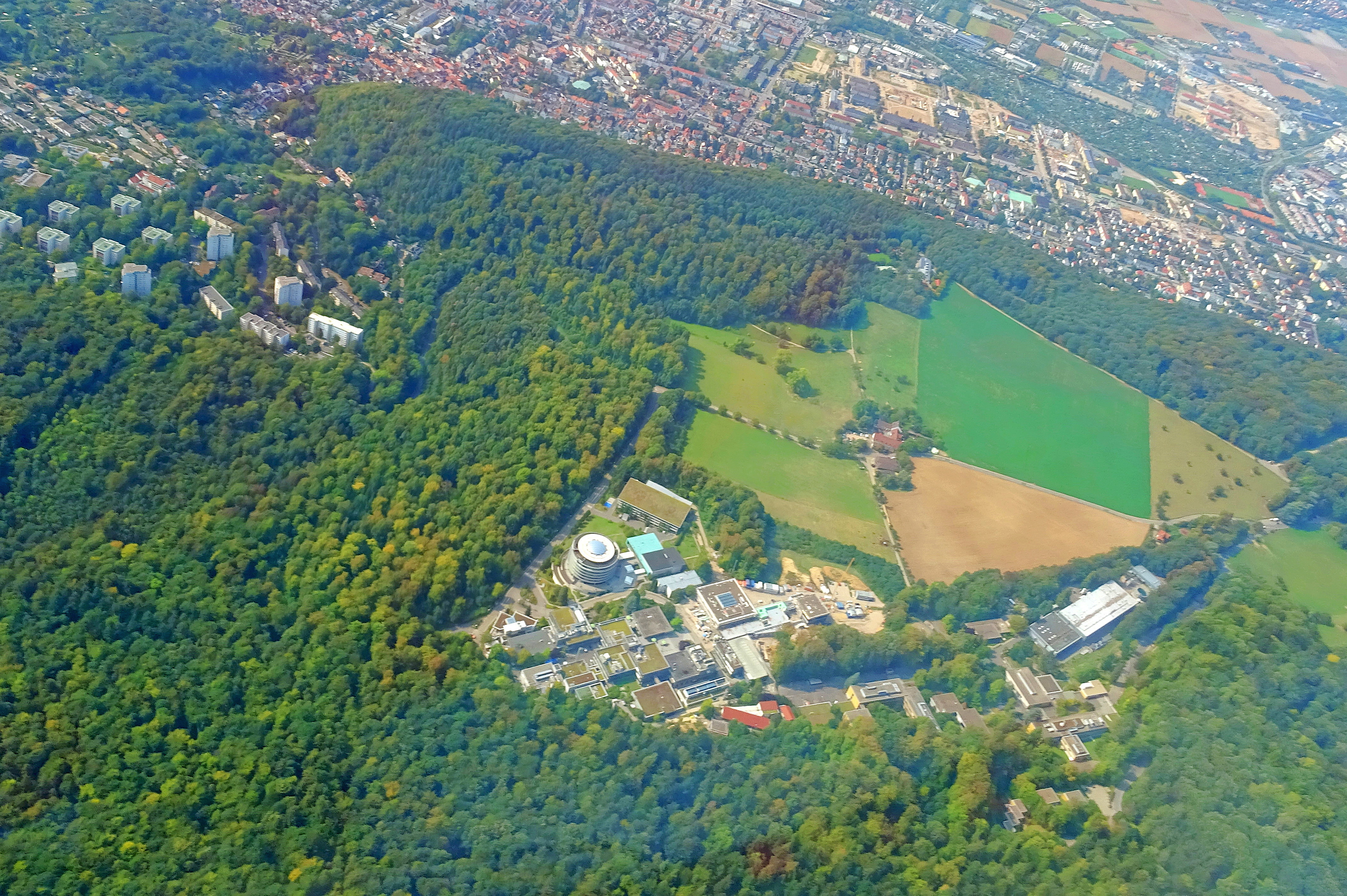
Вид з повітря суміжної області EMBL і MPI ядерної фізики в Гейдельберзі.

Інститут ядерної фізики Макса Планка (нім. Max-Planck-Institut für Kernphysik) — науково-дослідний інститут Товариства Макса Планка, що займається фундаментальними дослідженнями в галузі астрофізики та квантової динаміки. Інститут розташований біля підніжжя гори Кенігштуль у Гайдельберзі. Він був заснований у 1958 році за ініціативою Вальтера Боте на основі Інституту фізики, який існував з 1930 року при Інституті медичних досліджень імені Макса Планка.
Першим директором інституту був Вольфганг Гентнер. З 1966 року інститутом керує рада директорів. В інституті працює шість кафедр та декілька окремих наукових груп. Інститут нараховує близько 400 співробітників, а також певну кількість студентів-дипломників і науковців-відвідувачів.
Вчені інституту беруть участь в багатьох міжнародних колабораціях. Особливо інтенсивна співпраця існує з такими великими дослідницькими установами, такими як GSI (Дармштадт), DESY (Гамбург), CERN (Женева), INFN — LNGS (Assergi L'Aquila) і Інститут Вайцмана (Ізраїль).
Також інститут тісно співпрацює з Гайдельберзьким університетом, де викладають директори та інші співробітники інституту. Молодих вчених підтримують три Міжнародні дослідницькі школи Макса Планка (IMPRS) та одна програма для аспірантів.

## Дослідження
В Інституті ядерної фізики проводяться експериментальні й теоретичні дослідження в області астрофізики елементарних частинок та квантової динаміки.
Дослідження з астрофізики елементарних частинок включають в себе астрофізику високих енергій, фізику нейтрино, фізику важких кварків і астрономічних інфрачервоних джерел, спостереження гамма-квантів і нейтрино, теоретичні дослідження темної матерії і темної енергії.
Дослідження з квантової динаміки концентруються на багаточастинковій динаміці атомів і молекул. Реакційні мікроскопи використовуються для «зйомки» простих хімічних реакцій. Накопичувачі та іонні пастки дозволяють проводити точні експерименти практично в космічних умовах. Методами теоретичної фізики досліджується взаємодія інтенсивного лазерного світла з речовиною. Проводяться експерименти з високоточного вимірювання маси та генерації ультракоротких лазерних імпульсів.
Інститут бере участь в багатьох наукових проектах:
- BOREXINO — детектор нейтрино в Національній лабораторії Гран Сассо для вивчення механізмів ядерних реакцій на Сонці.
- Double Chooz — реакторний нейтринний експеримент для визначення кута змішування нейтрино тета 13 .
- FLASH — лазер на вільних електронах у DESY
- GERDA — прецизійний експеримент для демонстрації безнейтринного подвійного бета-розпаду .
- GLoBES — програмне забезпечення для моделювання різноманітних нейтринних експериментів.
- HESS — система черенковських телескопів в Намібії для гамма-астрономії.
- HITRAP — проект Центру дослідження важких іонів імені Гельмгольца GSI для вимірювання g-фактора високоіонізованого урану.
- KATRIN — мас-спектрометр для визначення маси нейтрино в результаті радіоактивного бета-розпаду.
- XENON — експеримент для прямого виявлення темної матерії.
- CTA — проєкт гамма-обсерваторії з черенковськими телескопами

### Устаткування
Основні прилади, розташовані в Інституті ядерної фізики:
- Кілька електронно-променевих іонних пасток (Electron Beam Ion Trap, EBIT) для генерації, зберігання та дослідження важких іонів (таких, наприклад, як ртуть, йонізована 78 разів). Іони аналізуються за допомогою точних спектрометрів і стають доступними для інших експериментів (наприклад, реакційний мікроскоп). Один з EBIT був спеціально розроблений як переносний пристрій і використовувався в DESY в Гамбурзі та в BESSY в Берліні для вивчення взаємодії високозаряджених іонів із синхротронним випромінюванням.

- Кільце ультрахолодного зберігання (англ. cryogenic storage ring, CSR), електростатичне накопичувальне кільце для експериментів з молекулярними йонами в умовах, близьких до міжзоряних хмар.

## Колишні директори
- Вольфганг Гентнер[de] (1958—1974)
- Ульріх Шмідт-Рор[de] (1961—1994)
- Теодор Маєр-Кукук[de] (1964—1966)
- Йозеф Церінгер[de] (1964—1970)
- Петер Брікс[de] (1972—1986)
- Ганс-Арвед Вайденмюллер[de] (1972—2001)
- Гуго Фехтіг[de] (1974—1994)
- Богдан Повг[de] (1975—2000)
- Гайнріх Фельк[de] (1975—2005)
- Вернер Гофман[de] (1988—2019)
- Дірк Швальм[de] (1993—2005)
- Конрад Мауерсбергер[de] (1994—2003)
- Йоахім Ульріх[de] (2001—2012)